# بخش رتناگیری
بخش رتناگیری (به انگلیسی: Ratnagiri district) یک منطقهٔ مسکونی در هند است که در بخش کنکان واقع شده‌است. بخش رتناگیری ۸٬۲۰۸ کیلومتر مربع مساحت و ۱٬۶۱۵٬۰۶۹ نفر جمعیت دارد.